# Репрессор

1: РНК-полимераза, 2: Репрессор, 3: Промотор, 4: Оператор, 5: Лактоза, 6: lacZ, 7: lacY, 8: lacA.
Вверху: Ген, по существу, выключен. Отсутствует лактоза для ингибирования репрессора, так что репрессор связан с оператором, который препятствует РНК-полимеразе связываться с промотором и производить лактазу.
Внизу: Ген включен. Лактоза ингибирует репрессор, позволяя РНК-полимеразе связываться с промотором и транскрибировать гены, синтезирующие лактазу. В конце концов лактаза будет перерабатывать всю лактозу до тех пор, пока кто-либо не свяжется с репрессором. Репрессор тогда может связаться с оператором, останавливая производство лактазы.

Репрессор — это ДНК-связывающий или РНК-связывающий белок, который ингибирует экспрессию одного или нескольких генов путём связывания с оператором или сайленсерами. ДНК-связывающий репрессор блокирует прикрепление РНК-полимеразы к промотору, предотвращая таким образом транскрипцию генов в мРНК. РНК-связывающий репрессор связывается с м-РНК и предотвращает трансляцию м-РНК в белок. Эта блокировка экспрессии называется репрессией.

## Функция
Если индуктор (молекула, которая инициирует экспрессию генов) присутствует, то он может взаимодействовать с белком репрессора и отсоединить его от оператора. Тогда РНК-полимераза может транскрибировать ген. Корепрессор представляет собой молекулу, которая может связываться с репрессором и сделать его привязку к оператору плотной, что снижает транскрипцию. Репрессор, который связывается с корепрессором, называется апорепрессор или неактивный репрессор. Одним из типов апорепрессора является триптофановый репрессор, важный метаболический белок в бактериях.
Вышеописанный механизм репрессий является типом механизма обратной связи, поскольку она позволяет происходить транскрипции, если только присутствует определенное условие: наличие определенного индуктора (ов). В геноме эукариотов имеются участки ДНК, известные как сайленсеры. Эти последовательности ДНК связываются с репрессорами для частичного или полного подавления экспрессии гена. Сайленсеры могут быть расположены несколько выше или ниже основного потока фактического промотора гена. Репрессоры также могут иметь два места связывания: одно для региона сайленсера и одно для промотора. Это приводит к тому, что хромосома принимает форму петли, и промоторная область и регион сайленсера приходят в непосредственную близость.

## Примеры

### Оперон лактозы
lacZYA транскрибирует белки, необходимые для разложения лактозы. Ген lacI синтезирует репрессор гена lacZYA. Ген lacI расположен непосредственно перед lacZYA, но транскрибируется другим промотором. Ген lacI синтезирует белок репрессора lacI. Белок-репрессор lacI подавляет lacZYA путём связывания с последовательностью оператора lacO.
Репрессор lacI конститутивно экспрессируется. Он всегда связан с оператором области промотора, который мешает способности РНК-полимеразе начинать транскрипцию оперона  lacZYA . В присутствии индуктора аллолактозы, репрессор изменяет конформацию и отрывается от оператора. РНК-полимераза затем может связываться с промотором и начинать транскрипцию гена lacZYA.

### Метиониновый оперон
Примером белка-репрессора является метиониновый репрессор MetJ. Этот репрессор взаимодействует с базовой ДНК через пару α-спиралей. MetJ является гомодимер, состоящий из двух мономеров, каждый из которых обеспечивает бета-ленту и альфа-спирали. Обе бета-ленты каждого мономера собираются вместе, чтобы сформировать антипараллельный бета-лист, который связывается с ДНК оператора («Met бокс») в её большой бороздке. После этого димер MetJ взаимодействует с другим димером MetJ, связанным с комплементарной цепью оператора через его альфа-спирали. AdoMet связывается с карманом в MetJ, что не перекрывает сайт связывания ДНК.
Бокс Met имеет последовательность AGACGTCT, которая является палиндромом (типа симметричной диады), что позволяет одной и той же последовательности быть распознанной на обеих нитях ДНК. Соединение между C и G в середине бокса Met содержит пиримидин-пуриновую ступень, которая сделает положительную сверхспирализацию ДНК, формируя излом в фосфодиэфирной обратной связи. Это позволяет белку распознать этот сайт, так как заставляет дуплекс ДНК следовать форме белка. Другими словами, распознавание происходит по форме участка молекулы ДНК, а не по нуклеотидной последовательности.
Каждый димер MetJ содержит два сайта связывания для кофактора S-Аденозилметионина (SAM), который является продуктом в биосинтезе метионина. Когда SAM представлен, он связывается с белком MetJ, увеличивая его сродство с родственным сайтом оператора, который останавливает транскрипцию генов, участвующих в синтезе метионина. Когда концентрация SAM становится низкой, репрессор диссоциирует с сайта оператора, позволяя увеличивать производство метионина.